# Efecte de proximitat
L'efecte de proximitat és l'augment de nivell de freqüències baixes o mitjanes-baixes d'un micròfon direccional quan aquest s'aproxima massa a la font del mateix so. Aquest fenomen no s'observa en micròfons no direccionals, ja que per exemple els micròfons omnidireccionals mai presenten aquesta característica. L'Efecte de Proximitat pot arribar a augmentar fins a 12 dB en freqüències baixes depenent de quin disseny té el transductor.

## Utilitats
L'efecte es pot considerar positiu o negatiu, segons el que la persona que utilitza el micròfon estigui cercant. Per exemple, un cantant pot utilitzar el canvi de freqüència de manera positiva, ja que quan canta a prop del micròfon la seva veu és més profunda i quan s'allunya és més brillant. Si es vol jugar amb aquests canvis pot resultar interessant, però es necessita molta pràctica.
Per un altre costat, hi ha cantants que prefereixen tenir el micròfon sempre a la mateixa distància, i amb moviments constants cap a diferents direccions al final hi ha alteracions en el nivell general del micròfon i canvis tonals que no agraden al públic. Aquests dos usos del micròfon i l'Efecte de Proximitat es poden donar també en locucions, per a donar èmfasi a allò que es diu.
Al so directe, l'Efecte de Proximitat també pot ser útil per a la realimentació acústica. Si el cantant s'apropa molt al micròfon sense necessitar realment greus extres, es pot reduir la resposta en greus d'aquell canal a través d'un equalitzador. D'aquesta manera el micròfon és menys sensible a la realimentació de baixes freqüències, ja que és molt menys sensible a qualsevol freqüència baixa provinent d'una distància superior als pocs centímetres que hi havia entre el micròfon i el cantant. Aquesta tècnica ajuda també a reduir els sorolls de manipulació.
Tot i això, si el que realment es vol és que no hi hagi efecte de proximitat el que s'ha de fer és utilitzar un micròfon omnidireccional, però per decidir si el que més convé és aquest tipus de micròfon o un micròfon direccional s'han de tenir en compte altres factors com l'aplicació que se li donarà, les condicions acústiques, la distància a la qual s'utilitzarà i el tipus de so que es vol aconseguir.

## Causes
Per a entendre aquest efecte s'han de tenir en compte les càpsules de velocitat, ja que el moviment de diafragma es porta a terme a partir de la diferència de pressió de les seves cares. En un micròfon cardioide la pressió de les dues cares canvia pràcticament de la mateixa manera, però la que està situada a la part posterior ho fa de manera més endarrerida temporalment. En baixes freqüències aquesta diferència temporal no provoca una diferència de pressió considerable, però sí que ho fa amb freqüències altes.
El retard produït per la diferència de distàncies no és l'únic que s'ha de tenir en compte per a entendre la diferència de pressió, ja que també influeix la llei de l'invers del quadrat: l'ona de so que arriba a la part posterior del diafragma, com ha recorregut una distància major, està atenuada. Aquesta atenuació no és de gran importància si les distàncies són molt grans, ja que la diferència és insignificant; però sí que ho és si la font del so es troba a 1 cm, ja que la diferència entre 1 cm i 2 cm és important. D'aquesta manera, com més a prop sigui la font més importància tindrà la llei de l'invers del quadrat, sobretot en baixes freqüències.

## Factors
L'Efecte de Proximitat depèn principalment de la freqüència, el diàmetre, el material i l'estructura del conductor.
- Freqüència: l'efecte augmenta amb l'augment de la freqüència.
- Diàmetre: l'efecte augmenta amb la disminució del diàmetre del conductor.
- Estructura: l'efecte es veu més en el conductor sòlid que en el trenat, ja que l'àrea de la superfície del trenat és més petita que la del sòlid.
- Material: l'efecte està més en la seva superfície si el material del conductor està fet de material d'alt ferromagnètic.